# 미나리아재비과
미나리아재비과(------科, 학명: Ranunculaceae 라눙쿨라케아이[*])는 미나리아재비목의 과이다. 전 세계에 널리 분포되어 있으며, 5개 아과 40속 1,500종 정도가 알려져 있는데, 열대 지방에는 적은 수만이 있을 뿐이다. 한국에서는 꿩의다리·미나리아재비·왜젓가락풀·복수초·사위질빵·할미꽃·바람꽃 등 21속 106종이 서식한다.
줄기는 어긋나거나 마주나며, 대부분 손바닥 모양으로 분열되거나 또는 겹잎이 되는데 일반적으로 턱잎은 없다. 꽃은 대부분 양성화이고 방사 대칭 또는 좌우 대칭이다. 꽃받침조각은 세 개 또는 여러 개가 종종 꽃잎 모양으로 서로 떨어져 나며, 꽃잎도 세 개 또는 여러 개인데, 때로는 꽃잎이 없는 경우도 있고, 또 꿀샘 모양으로 된 것도 있다. 수술은 여러 개가 있지만 그 수는 일정하지 않으며, 나선 모양으로 배열되어 있다. 씨방은 상위로 한 개 또는 여러 개의 심피로 이루어져 있으며, 안에는 한 개의 방이 있는데 거기에 한 개나 여러 개의 밑씨가 형성된다. 열매는 수과·골돌·삭과 또는 액과가 되는데, 안에는 한 개 또는 여러 개의 씨가 있다. 이 과는 오래 된 원시적인 특징을 많이 가지고 있어서, 목련과와 더불어 원시적인 속씨식물의 하나로 여겨지고 있다. 대부분 아름다운 꽃이 피며, 꽃은 주로 충매화이다.

## 하위 분류
- 글라우키디움아과(Glaucidioideae Loconte)
- 꿩의다리아과(Thalictroideae Raf.)
- 미나리아재비아과(Ranunculoideae Arn.)
- 황련아과(Coptidoideae M.Tamura)
- 히드라스티스아과(Hydrastidoideae Raf.)

## 계통 분류
미나리아재비과의 계통 분류는 다음과 같다.
|  | 글라우키디움아과 |
|  |                  |
|  | 히드라스티스아과 |
|  |                  |

|  | 황련아과                                                          |
|  |                                                                   |
|  | \| \| 미나리아재비아과 \| \| \| \| \| \| 꿩의다리아과 \| \| \| \| |
|  |                                                                   |
|  | 미나리아재비아과                                                  |
|  |                                                                   |
|  | 꿩의다리아과                                                      |
|  |                                                                   |

|  | 미나리아재비아과 |
|  |                  |
|  | 꿩의다리아과     |
|  |                  |

|  | 글라우키디움아과 |
|  |                  |
|  | 히드라스티스아과 |
|  |                  |

|  | 황련아과                                                          |
|  |                                                                   |
|  | \| \| 미나리아재비아과 \| \| \| \| \| \| 꿩의다리아과 \| \| \| \| |
|  |                                                                   |
|  | 미나리아재비아과                                                  |
|  |                                                                   |
|  | 꿩의다리아과                                                      |
|  |                                                                   |

|  | 미나리아재비아과 |
|  |                  |
|  | 꿩의다리아과     |
|  |                  |